# Castillo de Glenbuchat

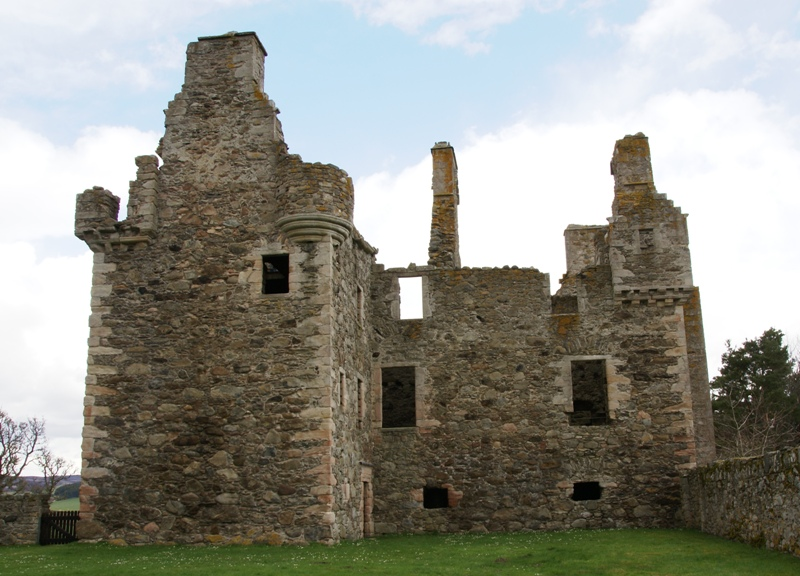
El castillo de Glenbuchat

El castillo de Glenbuchat es un castillo de planta en Z cerca del río Don, en Kildrummy, Aberdeenshire (Escocia), construido en 1590.